# Rodia, Ahaia
Rodia  este un oraș în Grecia în prefectura Ahaia.